# San Diego de Alejandría (kommun)
San Diego de Alejandría är en kommun i Mexiko.   Den ligger i delstaten Jalisco, i den centrala delen av landet, 300 km nordväst om huvudstaden Mexico City. Antalet invånare är 6 181. Arean är 360 kvadratkilometer.
Terrängen i San Diego de Alejandría är kuperad söderut, men norrut är den platt.
Följande samhällen finns i San Diego de Alejandría:
- San Diego de Alejandría
- San Fernando